# Sprudni razroki konjic
Sprudni razroki konjic (Onychogomphus forcipatus, Linnaeus, 1758) je vrsta iz familije Gomphidae.

## Opis vrste
Trbuh mužjaka je crn sa žutim šarama na svakom segmentu. Kod ženke su te šare veće, pa je generalno svetlija od mužjaka. Grudi su sa žuto-crnim obeležjima karakterističnog rasporeda. Oči mužjaka su plavičaste, dok su kod ženke zelene. Na kraju trbuha mužjaka postoje tri masivne kukice, po čemu ga jasno razlikujemo od ostalih predstavnika ove porodice u Srbiji. Krila su providna s tamnom i krupnom pterostigmom. Jedna je od najčešćih vrsta na rekama kod nas..

## Stanište
Naseljava osunčane delove reka i potoka s kamenitim i šljunkovitim dnom.Nalazimo ga na gotovo svim rekama kod nas do 1500 metara nadmorske visine.

## Životni ciklus
Nakon parenja ženke polaću jaja u vodu. Jedna ženka može položiti oko 500 jaja. Larveno razviće traje tri do pet godina. Za ovo vreme larve zive ukopane u pesak rečnog dna odakle i love iz zasede. Po okončanju larvenog razvića izlaze na obalno kamenje gde se izležu odrasle jedinke i gde ostavljaju svoju egzuviju.

## Sezona letenja
Sezona leta traje od maja do septembra.

## Literatura
- Göran Sahlén - Eggshell ultrastructure in Onychogomphus forcipatus unguiculatus (Vander Linden) (Odonata: Gomphidae) - Section of Entomology, Department of Zoology, Uppsala University, Villavägen - International Journal of Insect Morphology and Embryology Volume 24, Issue 3, July 1995, Pages 281-286

## Spoljašnje veze
- Galerie-insecte
- SFO-PCV Société Française d'Orchidophilie de Poitou-Charentes et Vendée
- Linnea